# A Man for All Seasons (peça)
A Man for All Seasons é uma peça de teatro britânico de 1960 escrita pelo dramaturgo Robert Bolt baseado na vida de Thomas More. Apresentada pela primeira vez no Teatro Gielgud em Londres em 1 de julho de 1960 e, mais tarde, levada à Broadway por mais de um ano, foi adaptada para o cinema no filme homônimo de 1966.
Venceu o Tony Award de melhor peça de teatro.